# Atxondo
Atxondo (spanisch Valle de Achondo, auch lediglich: Achondo) ist ein Municipio in der spanischen Provinz Bizkaia der Autonomen Gemeinschaft Baskenland in der Comarca Durangaldea (Duranguesado). Atxondo hat 1.356 Einwohner (Stand: 2024), die mehrheitlich baskischsprachig sind. Die Gemeinde wurde 1962 aus dem Zusammenschluss der Ortschaften Apatamonasterio, Arrazola und Axpe sowie dem Weiler Marzana. Der Verwaltungssitz befindet sich in Apatamonasterio.

## Lage
Atxondo liegt etwa 29 Kilometer ostsüdöstlich von Bilbao in einer Höhe von ca. 160 m am Fluss Ibaizabal.

## Einwohnerentwicklung
| 1970 | 1981 | 1991 | 2001 | 2011 | 2021 |
| ---- | ---- | ---- | ---- | ---- | ---- |
| 1001 | 1340 | 1525 | 1445 | 1429 | 1366 |

## Sehenswürdigkeiten
- Peterskirche in Apatamonasterio
- Michaeliskirche in Arrazola
- Johannes-der-Täufer-Kirche in Axpe
- Martinskirche in Marzana

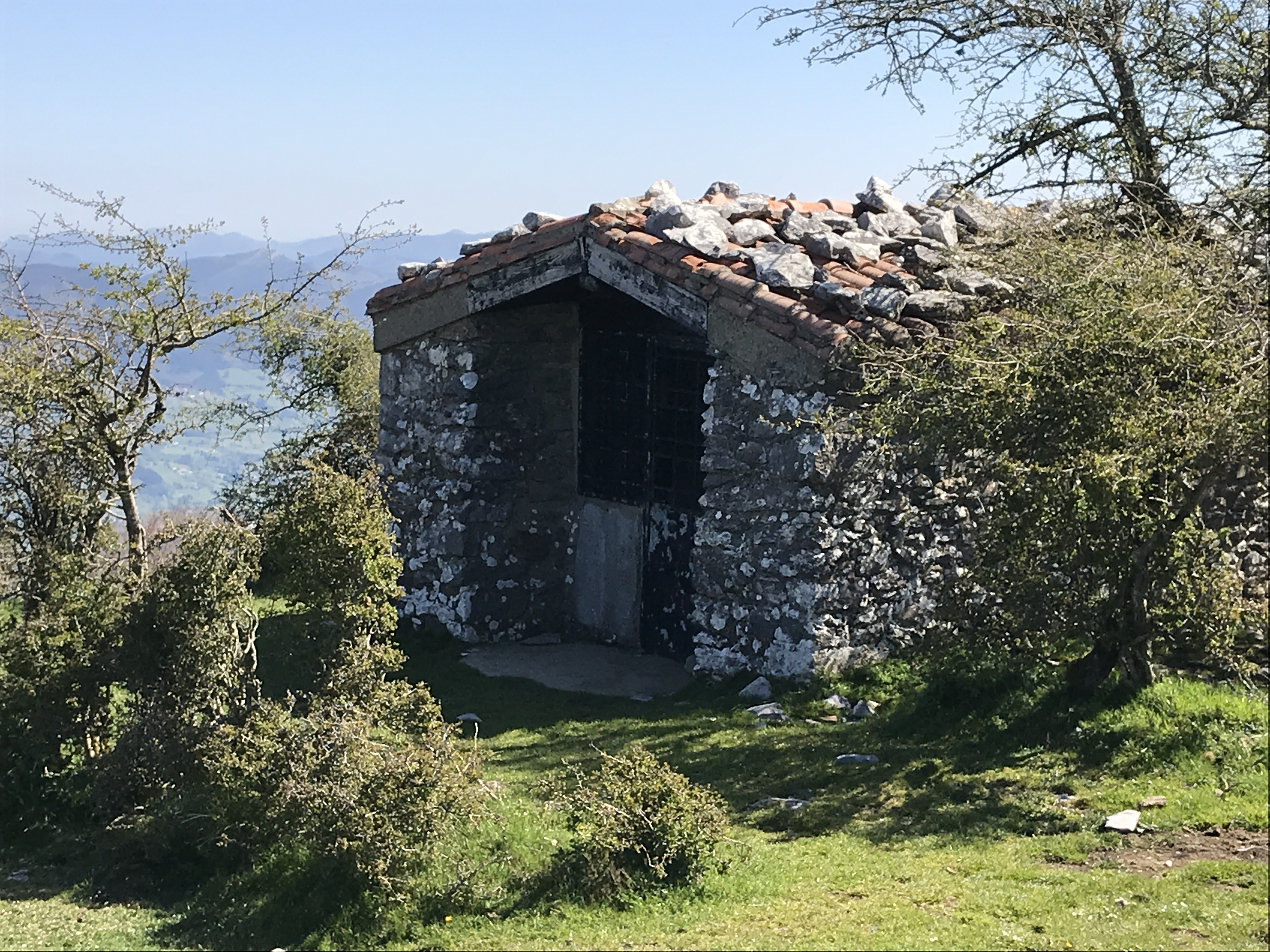
Barbarakapelle
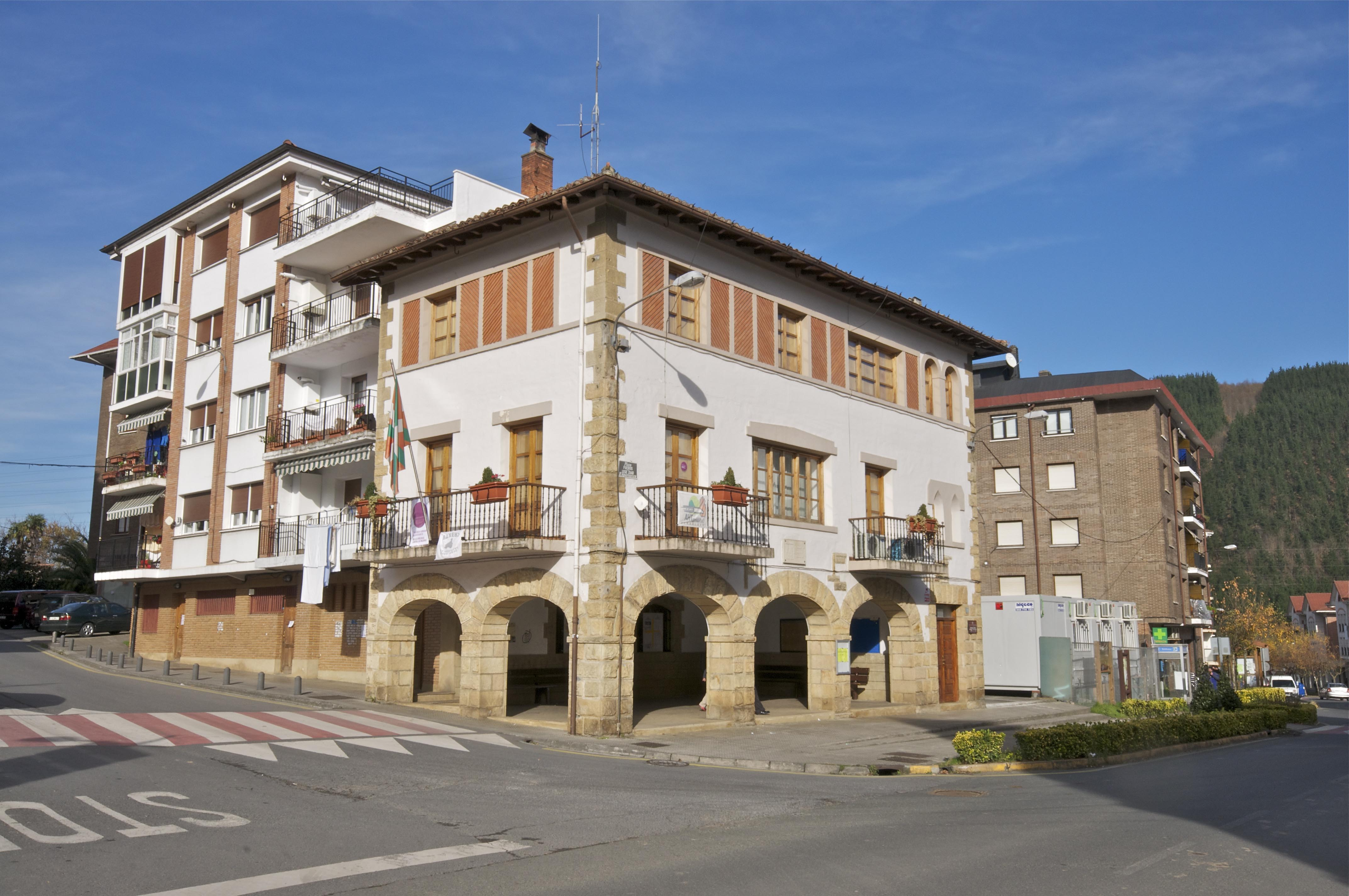
Rathaus

- Barbarakapelle
- Rathaus

## Persönlichkeiten
- Egoitz García (* 1986), Radrennfahrer